# Ignazio Fiore
Ignazio Fiore (Palermo, 25 settembre 1903 – Cosenza, 29 aprile 1954) è stato uno scacchista italiano.

## Attività scacchistica
Nel 1925 vinse il torneo nazionale a Bologna, diventando Maestro a tavolino. 
Attivo a Palermo (1922-27), Bologna (13-27 settembre 1925; 1949), Napoli (1927), Milano (13-24 aprile 1938), Ragusa (1938; 1940), Foggia (1939-41), Ferrara (1952), Cosenza (1949-54). 
Giocatore per corrispondenza (1923; 1939-41; 1949-54), disputò quattro finali del campionato italiano classificandosi una volta secondo, due volte terzo e una volta quinto. 